# Trexlertown
Trexlertown ist ein Census-designated place in der Upper Macungie Township in Lehigh County, Pennsylvania. Das U.S. Census Bureau hat bei der Volkszählung 2020 eine Einwohnerzahl von 2382 ermittelt.

## Geschichte
Der Name Trexlertown geht auf den deutschen Einwanderer Peter Trexler aus Dettingen (damals Landgrafschaft Hessen-Darmstadt) zurück. Er und seine Familie waren die ersten weißen Siedler in dieser Gegend, die damals noch vom Indianerstamm der Lenni Lenape bewohnt wurde. Von ihnen stammt auch die Bezeichnung Macungie (= Futterstelle der Bären). Trexlers Sohn Jeremiah eröffnete dort 1732 ein Gasthaus, an dem zwei Jahre später die erste Straße entlang gebaut wurde, die nach Philadelphia führte. Rund um diese Gaststätte entstand der spätere Ort, der heute rund 750 Einwohner hat.
International bekannt ist Trexlertown (genannt T-Town) als Standort des Valley Preferred Cycling Centers, eines Sportzentrums mit Radrennbahn, auf der internationale und nationale Bahnradrennen stattfinden.